# Hamel (Somme)
Hamel is een dorp in de Franse gemeente Beaumont-Hamel in het departement Somme. Hamel ligt in het zuiden van de gemeente, twee kilometer ten zuiden van het dorpscentrum van Beaumont. Ten oosten van Hamel stroomt de Ancre.

## Geschiedenis

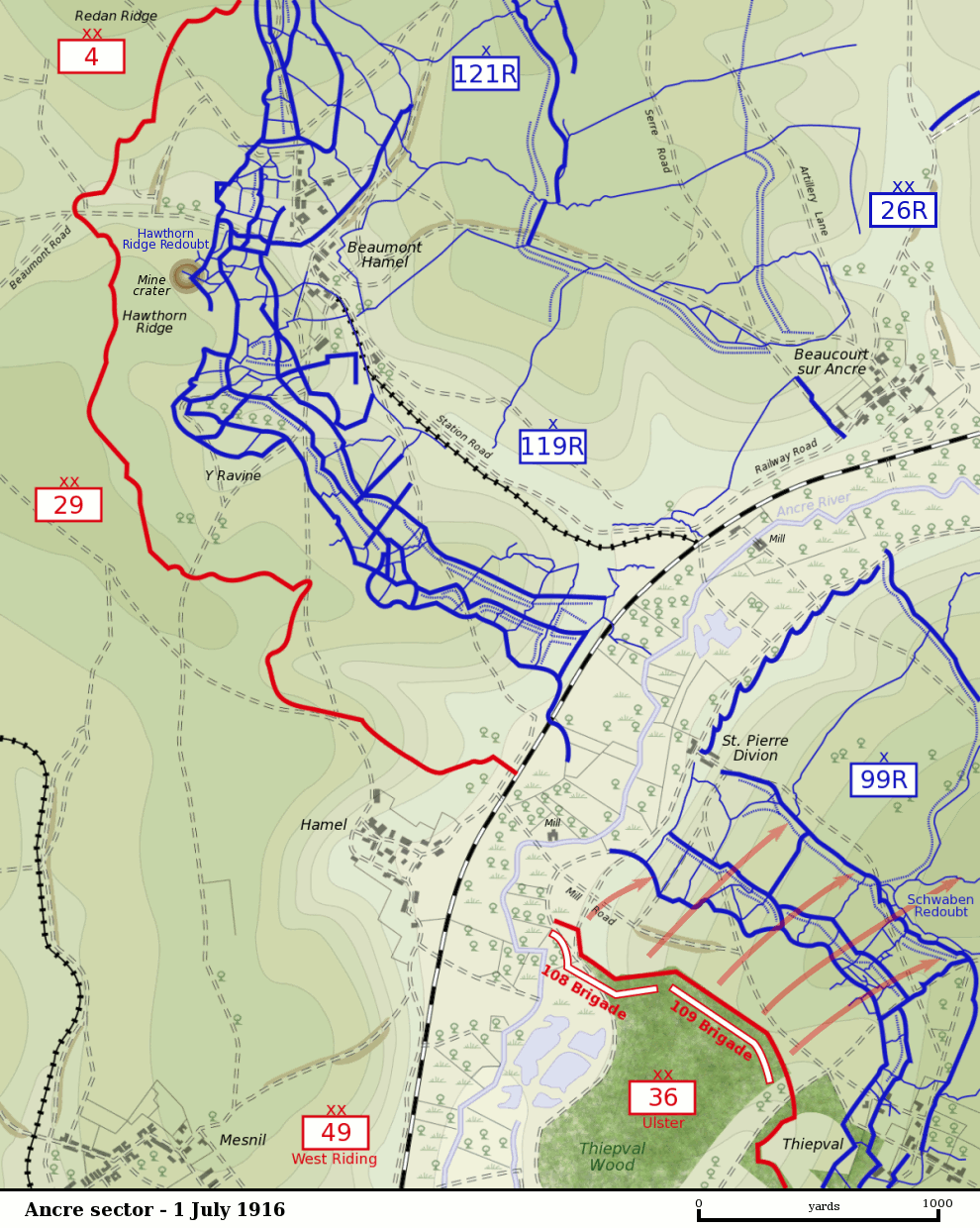
Front nabij Hamel op 1 juli 1916. Rood: Britse frontlijn; blauw: Duitse loopgraven

Een oude vermeldingen van Hamel dateert reeds uit de 12de eeuw. Op het eind van het ancien régime werd Hamel met Beaumont ondergebracht in de gemeente Beaumont-Hamel.
In de Eerste Wereldoorlog lag Hamel nabij het front. Het dorp was tijdens de oorlog in geallieerde handen en werd vanaf de zomer van 1915 door de Britten gecontroleerd, terwijl Beaumont in Duitse handen was. In de omgeving werd in 1916 gestreden tijdens de Slag aan de Somme.

## Bezienswaardigheden

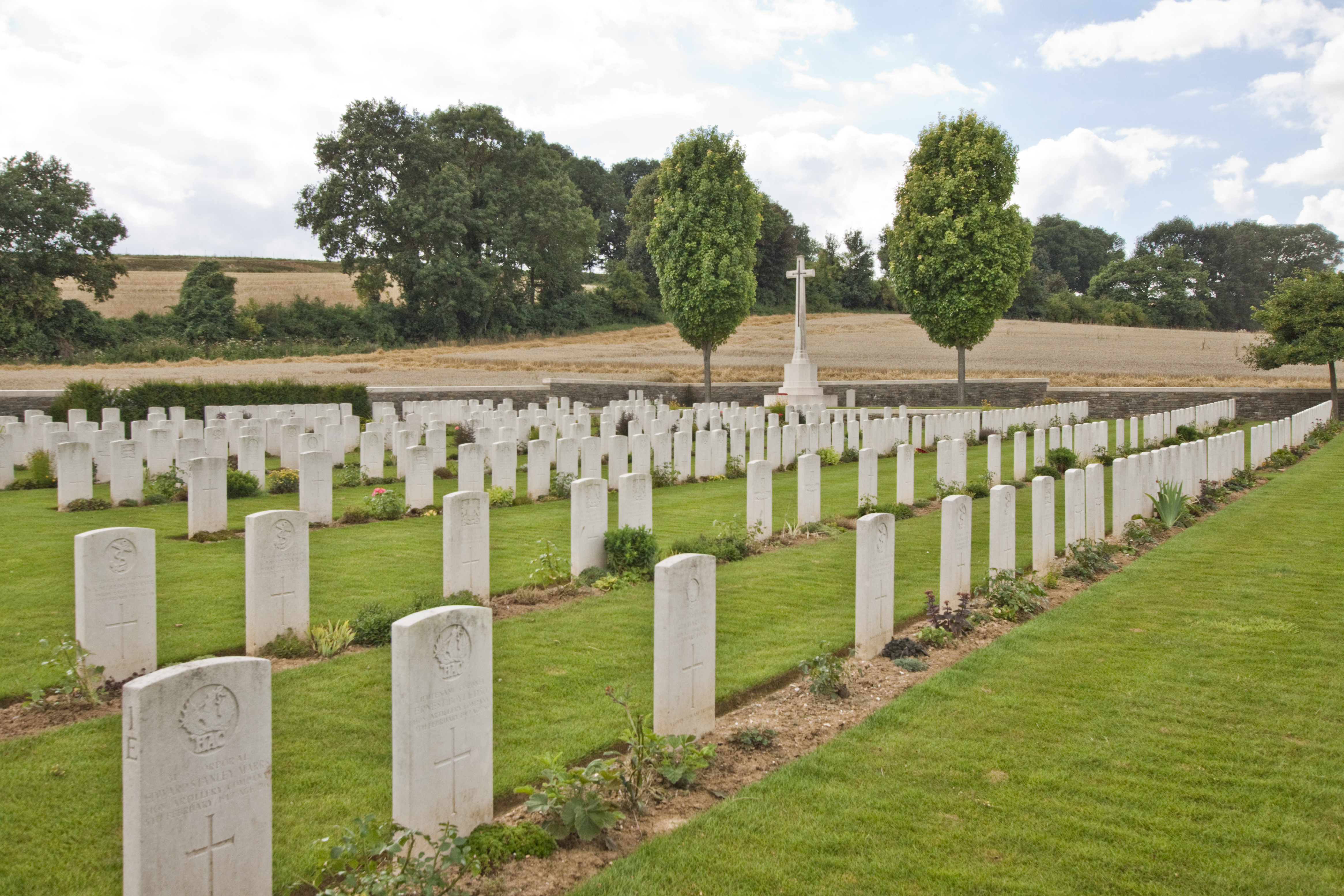
Hamel Military Cemetery

- De Église Notre-Dame-de-la-Nativité
- Nabij Hamel liggen enkele Britse begraafplaatsen uit de Eerste Wereldoorlog:
  - Ancre British Cemetery
  - Hamel Military Cemetery